# Luca Volontè
Pour les articles homonymes, voir Volontè.
Luca Volontè est un homme politique italien, né le 17 mars 1966 à Saronno (Lombardie). Il est membre de l'Union de Centre.

## Biographie
Diplômé de sciences politiques, Luca Volontè est élu député dans la deuxième circonscription de Lombardie lors des élections de 1996. Il est réélu en 2001, 2006 et 2008.
De 2010 à 2013, il est président du groupe parlementaire du Parti populaire européen au sein de l'Assemblée parlementaire du Conseil de l'Europe.
En 2013, il participe à une université d'été de La Manif pour tous.

### Condamnation pour corruption
À la suite de la publication du rapport de l'European Stability Initiative (ESI) sur la « diplomatie du caviar », Luca Volontè fait l'objet d'une enquête en Italie en 2016 sur deux chefs d'accusation : blanchiment et corruption. Il est suspecté d'avoir touché de l'argent pour défendre au sein du Conseil de l'Europe les intérêts de l'Azerbaïdjan. Selon le bureau du procureur, il aurait touché 2,39 millions d'euros, notamment pour empêcher l'adoption d'un rapport sur la situation des prisonniers politiques du pays.
Le 11 janvier 2021, il est condamné pour corruption en première instance à quatre années d'emprisonnement par la section pénale X du tribunal de Milan.